# IGF2BP2
IGF2BP2‏ (Insulin like growth factor 2 mRNA binding protein 2) هوَ بروتين يُشَفر بواسطة جين IGF2BP2 في الإنسان.